# Municipio de Warren (condado de Story)
El municipio de Warren (en inglés: Warren Township) es un municipio ubicado en el condado de Story en el estado estadounidense de Iowa. En el año 2010 tenía una población de 561 habitantes y una densidad poblacional de 6,1 personas por km².

## Geografía
El municipio de Warren se encuentra ubicado en las coordenadas 42°9′58″N 93°24′18″O / 42.16611, -93.40500. Según la Oficina del Censo de los Estados Unidos, el municipio tiene una superficie total de 91.91 km², de la cual 91,91 km² corresponden a tierra firme y (0 %) 0 km² es agua.

## Demografía
Según el censo de 2010, había 561 personas residiendo en el municipio de Warren. La densidad de población era de 6,1 hab./km². De los 561 habitantes, el municipio de Warren estaba compuesto por el 98,4 % blancos, el 0,36 % eran afroamericanos y el 1,25 % eran de una mezcla de razas. Del total de la población el 1,43 % eran hispanos o latinos de cualquier raza.